# Muralisme mexicain
 (février 2020).
- Si vous ne connaissez pas le sujet, laissez ce bandeau (vous pouvez alors contacter les auteurs).
- Si vous supprimez le contenu mis en cause (vous pouvez préalablement contacter les auteurs),

argumentez précisément cette suppression dans la page de discussion
(un manque de référence n'est pas un argument ; une recherche réelle de référence doit avoir été effectuée, être formellement documentée).
 (septembre 2021).
La mise en forme du texte ne suit pas les recommandations de Wikipédia : il faut le « wikifier ».
Les points d'amélioration suivants sont les cas les plus fréquents. Le détail des points à revoir est peut-être précisé sur la page de discussion.
- Les titres sont pré-formatés par le logiciel. Ils ne sont ni en capitales, ni en gras.
- Le texte ne doit pas être écrit en capitales (les noms de famille non plus), ni en gras, ni en italique, ni en « petit »…
- Le gras n'est utilisé que pour surligner le titre de l'article dans l'introduction, une seule fois.
- L'italique est rarement utilisé : mots en langue étrangère, titres d'œuvres, noms de bateaux, etc.
- Les citations ne sont pas en italique mais en corps de texte normal. Elles sont entourées par des guillemets français : « et ».
- Les listes à puces sont à éviter, des paragraphes rédigés étant largement préférés. Les tableaux sont à réserver à la présentation de données structurées (résultats, etc.).
- Les appels de note de bas de page (petits chiffres en exposant, introduits par l'outil «  Source ») sont à placer entre la fin de phrase et le point final[comme ça].
- Les liens internes (vers d'autres articles de Wikipédia) sont à choisir avec parcimonie. Créez des liens vers des articles approfondissant le sujet. Les termes génériques sans rapport avec le sujet sont à éviter, ainsi que les répétitions de liens vers un même terme.
- Les liens externes sont à placer uniquement dans une section « Liens externes », à la fin de l'article. Ces liens sont à choisir avec parcimonie suivant les règles définies. Si un lien sert de source à l'article, son insertion dans le texte est à faire par les notes de bas de page.
- La présentation des références doit suivre les conventions bibliographiques. Il est recommandé d'utiliser les modèles {{Ouvrage}}, {{Chapitre}}, {{Article}}, {{Lien web}} et/ou {{Bibliographie}}. Le mode d'édition visuel peut mettre en forme automatiquement les références.
- Insérer une infobox (cadre d'informations à droite) n'est pas obligatoire pour parachever la mise en page.

Pour une aide détaillée, merci de consulter Aide:Wikification.
Si vous pensez que ces points ont été résolus, vous pouvez retirer ce bandeau et améliorer la mise en forme d'un autre article.

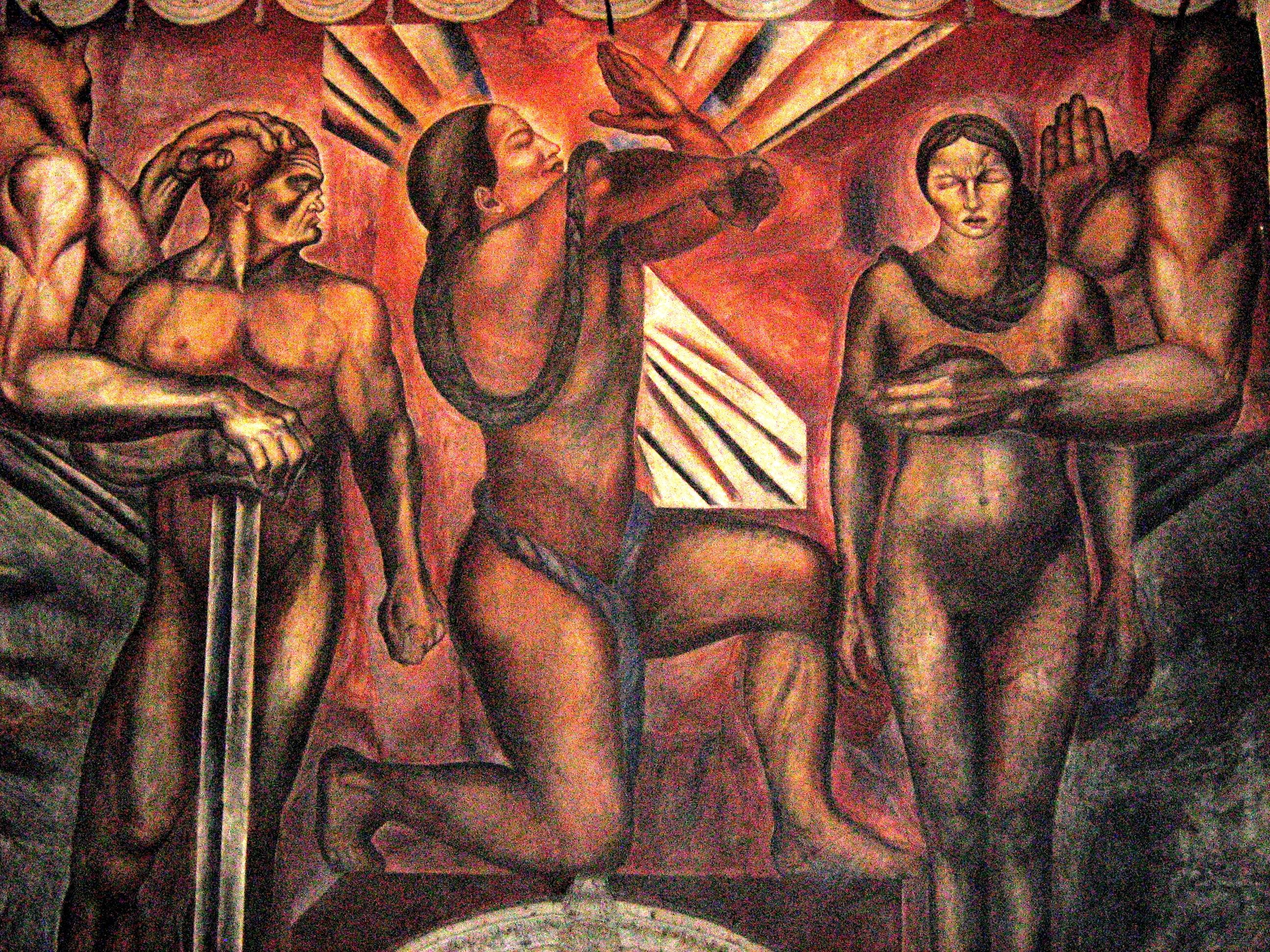
Omniciencia de José Clemente Orozco, Casa de los Azulejos, Mexico, 1925.

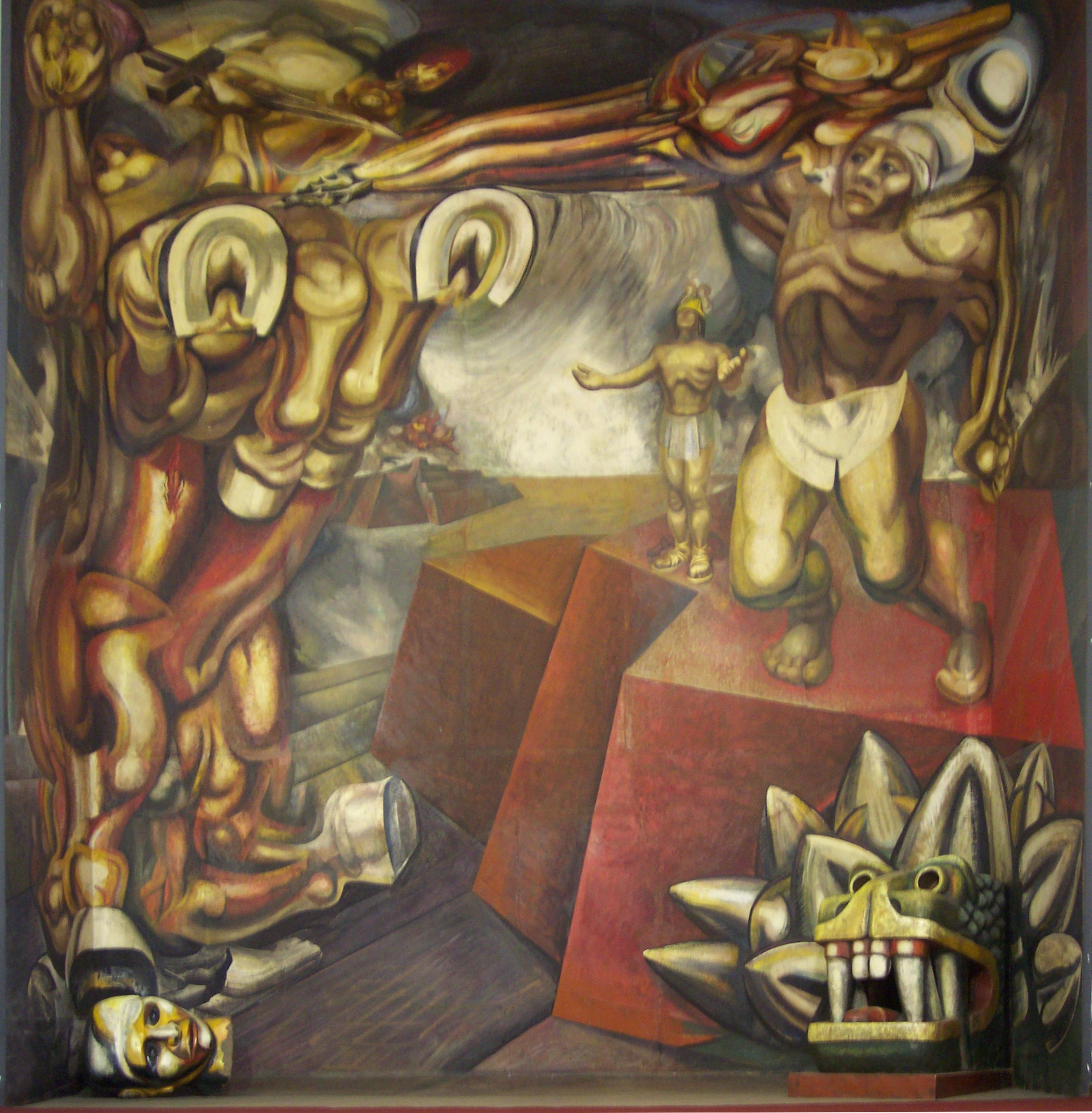
Cuauhtémoc contra el mito de David Alfaro Siqueiros,, Mexico, 1944.

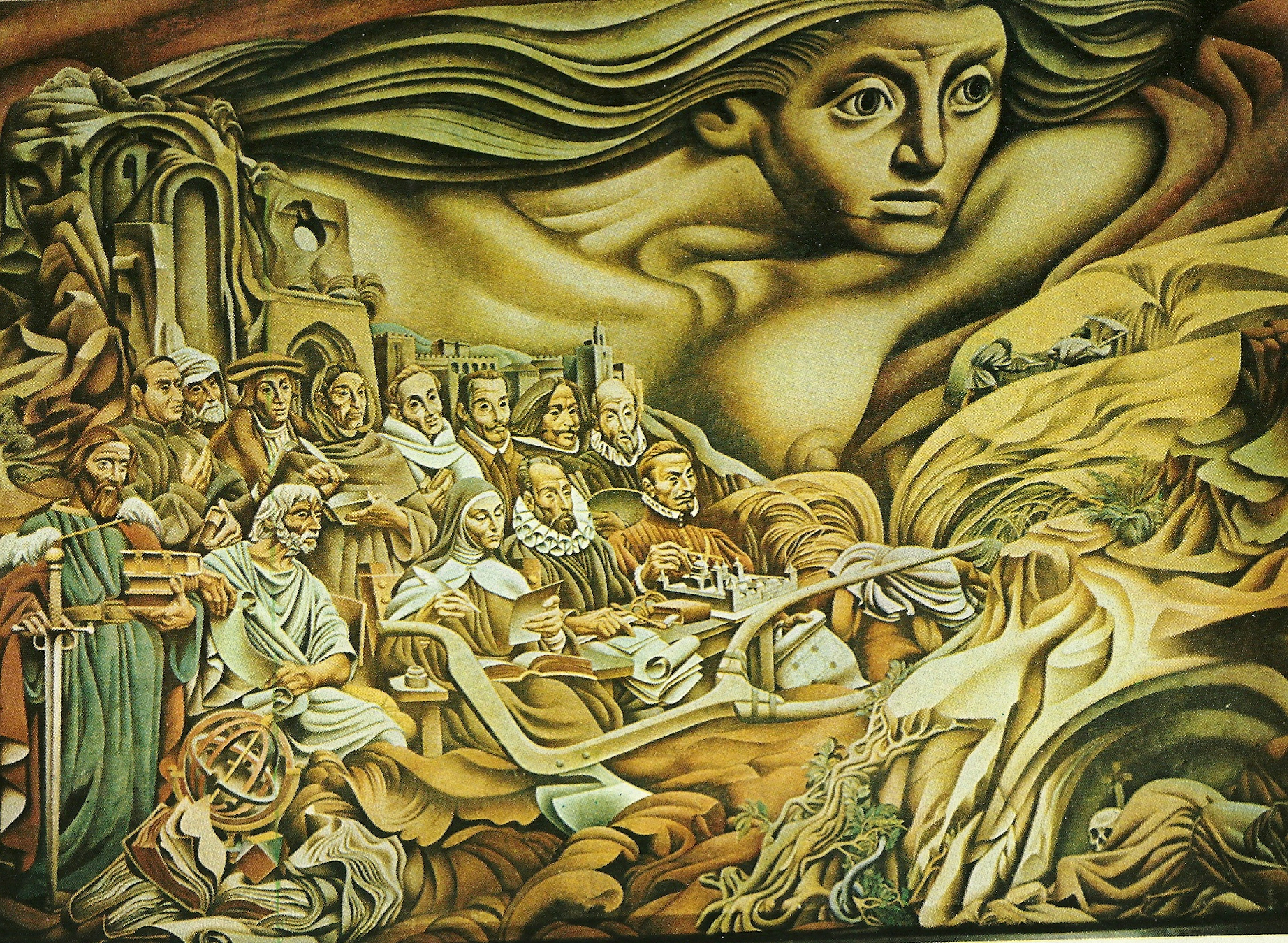
La Hispanidad de Josep Renau, Casino de la Selva de Cuernavaca (Mexique).

Le muralisme mexicain est un mouvement artistique qui s'est développé au Mexique au début du XXe siècle. Les trois artistes les plus influents associés à ce mouvement (« los tres grandes ») sont Diego Rivera, José Clemente Orozco et David Alfaro Siqueiros,. On y associe également les peintures murales des artistes mexicains Fernando Leal, Juan O'Gorman, Rina Lazo ou Ernesto García Cabral et du républicain espagnol exilé Josep Renau au XXe siècle, et plus récemment Julio Carrasco Bretón.
Le muralisme mexicain, à la suite de la révolution mexicaine de 1910, a prétendu donner une vision de l'Histoire à toutes les composantes du peuple mexicain, par le biais d'un art naïf accessible à tous les types d'observateurs, y compris les analphabètes. Ces peintures, illustrant la gloire de la révolution mexicaine et des classes sociales qui lui sont associées (prolétaires, paysans), ont été réalisées dans des lieux publics tels que le Palais national de Mexico. Des précurseurs du mouvement tels Félix Parra Hernàndez (1845-1919) ou José María Obregón (1832-1902) initient cette représentation idéalisée du peuple indien au XIXe siècle.
La réalisation de ces fresques fit l'objet de commandes de l'État mexicain aux peintres suscités, elles sont l'expression de l'histoire officielle, comme l'évoque Sintonía Ecotrópica, un mural de 80 m2 réalisé en 1997 par Julio Carrasco Bretón pour la Chambre des Députés du Mexique.

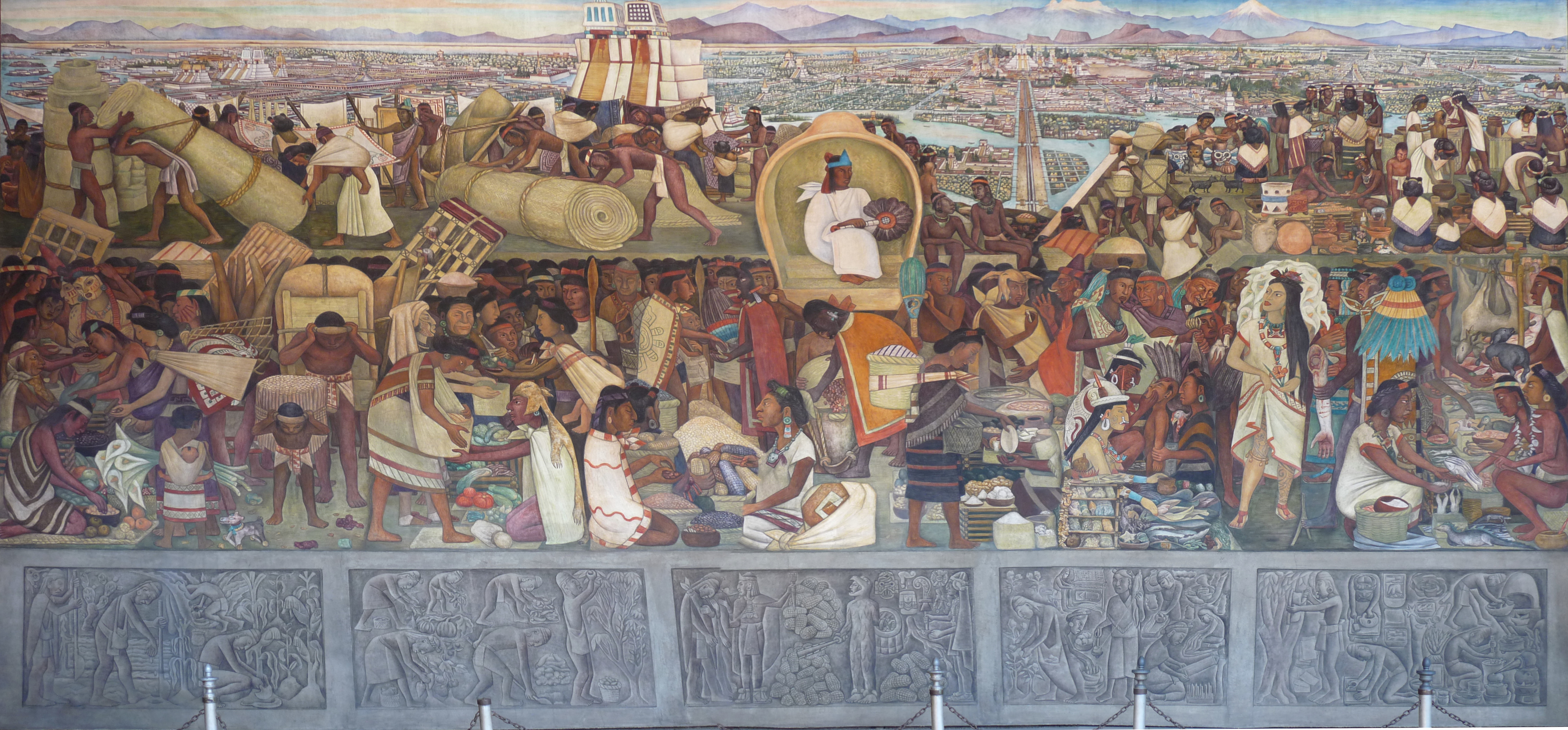
La Gran Ciudad de Tenochtitlan par Diego Rivera, Palais national de Mexico, 1945.

## Objectifs du muralisme mexicain
David Alfaro Siqueiros a publié dans la revue Vida Americana en 1921 à Barcelone le premier manifeste des nouveaux peintres mexicains. Il y critique les mouvements artistiques (notamment le modern-style) avec des tendances décoratives ou trop coloristes. Pourtant, « de façon raisonnable, nous accueillons tous les soucis spirituels de la rénovation nés de Paul Cézanne à nos jours. » c'est-à-dire l'impressionnisme, le cubisme, le futurisme, la figuration classique (dont les anciens peintres cubistes et non figuratifs de Picasso à Herbin). Tout en souhaitant vivre son époque « merveilleusement dynamique », il n'adhère pas pour autant au futurisme « qui essaie ingénument d'écraser le processus antérieur d'ailleurs invulnérable ».
Les nouveaux peintres mexicains souhaitent « la prépondérance de l'esprit constructif sur l'esprit décoratif et analytique ». Leur devise est « Superposons, nous peintres, l'esprit constructif à l'esprit uniquement décoratif ; la couleur et la ligne sont des éléments de deuxième ordre ; l'essentiel, la base de l'œuvre d'art, c'est la magnifique structure géométrale de la forme (…). Sur une armature consistante, caricaturons, s'il le faut, pour humaniser. » David Alfaro Siqueiros conseille aussi de ne pas faire appel à des « motifs littéraires ». « Rapprochons-nous, pour notre part, des œuvres des antiques habitants de nos vallées, les peintres et les sculpteurs indiens (mayas, aztèques, incas...).
Dans cette première déclaration d'intention, la fresque ou la peinture murale n'est pas mentionnée. Cette évocation est abordée seulement en 1922, après son retour au Mexique à la suite d'une réflexion collective, lors de la rédaction de la « Déclaration sociale, politique et esthétique » pour le Syndicat des travailleurs techniques, peintres et sculpteurs. Les co-signataires sont Rivera, Orozco, Charlot, Guerrero, Revueltas, Monténégro et Merida.
Cette déclaration affirme l'art mexicain comme un art populaire, un art public et monumental, un art collectif contre l'art individualiste, l'œuvre unique et l'art pour les privilégiés. Il y est précisé « L'art du peuple est la plus saine expression spirituelle qu'il y ait au monde, et sa tradition notre plus grand bien. Il est grand, parce qu'appartenant au peuple, il est collectif, et c'est pourquoi notre objectif esthétique fondamental est de socialiser l'expression artistique qui tend à effacer totalement l'individualisme, lequel est bourgeois. Nous condamnons la peinture de chevalet et tout l'art des cercles ultra-intellectuels parce qu'il est aristocratique, et nous glorifions l'expression de l'art monumental parce qu'il est propriété publique. »
En 1934, un nouveau manifeste précise des détails supplémentaires. David Alfaro Siqueiros exclut « les formes et les procédés uniques, archaïques, tels que le tableau de chevalet, le dessin unique, la lithographie et les gravures snobs (c'est-à-dire à peu d'exemplaires), la sculpture incolore et unique, la peinture à huile, à l'aquarelle, à la détrempe, au pastel etc., les expositions pour amateurs et critiques professionnels dans les galeries « distinguées », les monographies chères et à tirage limité, en un mot tout ce qui, par sa forme et sa stratégie sociale, correspond à un art destiné à l'appropriation individuelle et à l'usage exclusif d'élites privilégiées. »
Sont promues tous les supports qui permettent une diffusion généralisée et une exposition publique : les gravures, les lithographies, les photogravures, les affiches et les sculptures à reproduction multiple.
Ces nouveaux artistes mexicains créent prioritairement en réalisant des fresques et des peintures murales dans l'intention d'amener l'art au peuple. Comme le souligne Philippe Soupault, « l'art des peintres mexicains n'est pas aux amateurs ni aux musées. Il s'adresse à la foule, au peuple qui en subit directement les suggestions ; autrement dit il n'exige pas le concours ni le truchement d'intermédiaires, critiques ou professeurs. Cette immédiate prise de contact avec leurs compatriotes permet aux artistes mexicains d'échapper à l'atmosphère des ateliers ou des chapelles ou des coteries et de connaître instantanément les réactions de ceux pour qui ils travaillent. »
La technique de l'art mural et des fresques diffèrent fondamentalement d'une toile sur une forme ordinaire. Le muraliste envisage son œuvre par masses et plans simples : impossible de s'embarrasser d'un déploiement de formes et de couleurs. Si la toile ordinaire peut être vue de près et être composée de nombreux détails, l'art mural doit être regardé avec beaucoup de recul. Comme le souligne David Alfaro Siqueiros, « il s'agit d'une autre discipline, au cours créateur de laquelle il faut appliquer une autre structure mentale. » La peinture de chevalet a été critiquée par le Syndicat des travailleurs, techniciens, peintres et sculpteurs. En effet, la peinture primitive et médiévale était marquée par l'anonymat. La peinture de cette époque était un bien public et non délocalisable. Elle se situait souvent sur les parois des grottes préhistoriques ou sur les murs des églises (les églises catholiques n'étaient pas seulement des lieux de culte mais aussi des lieux de rencontres et d'échanges sociaux). À La Renaissance, avec la montée de l'individualisme et une économie de tendance capitaliste, le peintre a quitté l'anonymat pour apposer son nom en bas de la toile. En employant un support plus léger comme le bois ou la toile, il a rendu son œuvre délocalisable, c'est-à-dire échangeable, achetable et objet de spéculation. Forcément, la peinture en quittant le mur pour le chevalet, devenait complice du monde financier et disparaissait du regard du public (même si le musée est public, il conserve un côté salon bourgeois). Plus tard, les peintres mexicains se montreront plus nuancés vis-à-vis de la peinture de chevalet en devenant de grands portraitistes.
La technique de l'art mural implique un travail collectif sous la direction d'un seul artiste en raison de la dimension des surfaces à peindre. L'art mural nécessite la collaboration de plusieurs personnes : avant de peindre le mur, il faut préparer le mur, peindre un fonds de support et les ingrédients de la peinture. Les premiers murs à décorer en 1921 sont proposés aux artistes par Vasconcelos.
La technique de l'art mural fait appel à l'art précolombien et colonial, à l'art populaire et à l'avant-garde artistique européenne. Comme l'explique Xavier Guerrero, mexicain de pure race nahuatl, « c'est ainsi qu'on peint l'intérieur et l'extérieur des églises et jusqu'aux façades des maisons dans presque tous les villages. »
En 1921, le premier manifeste de David Alfaro Siqueiros mettait à l'honneur l'art des anciens mexicains. Beaucoup de politiciens et d'artistes mexicains se réclamaient de cet héritage : de Vasconcelos au poète Tablada, aux peintres Atl et Mérida ou le compositeur Carlos Chavez qui avec Le Feu Nouveau est basé sur un rite aztèque.
À partir de 1910, le peintre Best Maugard avait coopéré avec une étude scientifique de l'art mexicain précolombien. Désormais, les artistes mexicains collaboreront avec les chercheurs en archéologie. En 1921, Diego Rivera de retour au Mexique visite les monuments mayas de Chichen Itza. L'art le plus moderne et le plus ancien ne sont pas incompatibles. Ainsi, à Mexico, le musée d'archéologie  devint sans transition à la fois un Louvre et un musée d'art moderne.
Antonin Artaud explique cette passion pour l'art mural au Mexique par peur du vide. Les formes, les signes dessinés et enluminés dans les anciens codex, gravés ou peints sur les murs des anciens temples, les fonds colorés de Tamayo, les étagements de plans des toiles de Gerzso foisonnent. Comme le précise Fernand Léger, « un mur nu est une surface morte » et « un mur coloré devient une surface vivante ».
Les Indiens se sont convertis facilement au catholicisme en raison des images qui célébraient la douleur, émotion largement ressentie de manière atavique par les indiens (représentation de crânes, de tortures, de flagellations, de crucifixions, de martyres). Les moines et les peintres indiens ont employé la tradition précolombienne sur le plan thématique et technique pour peindre les murs des chapelles et des couvents.
Les nouveaux peintres mexicains se passionnaient pour l'artisanat et l'art populaire du Mexique et ces traditions ont fortement influencé leurs œuvres. Comme le précise Philippe Soupault, « c'est grâce aux potiers, aux orfèvres, aux vanniers et même aux pâtissiers et aux artificiers qui continuent à créer au Mexique que nous pouvons retrouver les influences des civilisations qui, avant la conquête espagnole, ont profondément fécondé la terre et l'âme mexicaines. L'art populaire, vieux de plusieurs siècles, est resté vivant, c'est-à-dire qu'il ne cesse de s'enrichir. »
De cette tradition ancestrale, les nouveaux peintres mexicains s'intéressent particulièrement aux retablos et aux pulquerias. Les retablos sont des petites peintures réalisées par des croyants et destinées à être suspendues dans les églises en guise de remerciement pour une quelconque guérison ou un événement heureux. On peut les assimiler à des ex-voto. Diego Rivera et David Alfaro Siqueiros n'hésitaient pas à observer les peintres amateurs qui réalisaient des retablos. En 1922, Rivera précise en voyant ses retablos que « des comparaisons inattendues viennent à l'esprit : les maîtres du XIIIe et du début du XIVe siècle italien, le Douanier Rousseau et d'une certaine façon l'Orient et les fresques de Chichen Itza. »
Les pulquerias sont des boutiques où sont servies le pulque, boisson issue du plant de maguey. Ces lieux sont décorés de scènes héroïques ou sportives, des pin-up, des paysages magiques. « Bien que cette tradition authentiquement indigène ait été méprisée au cours du XIXe siècle et confinée aux murs des chapelles villageoises et des bouges, elle remonte directement aux décorations murales des temples mayas et aztèques. »
Octavio Paz a expliqué précisément le contexte de cet art pictural : « la révolution avait découvert le peuple mexicain et ses arts traditionnels ; de leur côté, les gouvernements révolutionnaires avaient besoin, pour ainsi dire, d'une consécration par les artistes. Pourtant, le phénomène essentiel fut l'apparition d'un groupe de peintres qui vit la réalité avec d'autres yeux, un regard neuf et non avec celui de l'art académique (…). La peinture mexicaine est le point de convergence de deux révolutions : la révolution sociale mexicaine et la révolution artistique de l'Occident.
En plus de l'art mural, les nouveaux peintres mexicains se sont aussi fortement intéressés aux arts graphiques. Un intérêt qui coïncide avec le souhait de créer un art didactique capable d'être compris par le commun des mortels et non pas seulement par des esthètes. Dans cette intention paraît El Machete. Avec un format inhabituel, cette revue, dirigée par Guerrero et David Alfaro Siqueiros, paraissait de manière irrégulière. « El Machete » désigne un grand couteau à débroussailler pour les paysans qui leur servait à la fois d'outil et d'arme. Selon le biographe de Rivera, El Machete était vaste, vif et couleur sang. Le format du journal, jamais vu selon lui, était un vrai drap de lit. Son sigle était une énorme machette de plus de quarante centimètres de long, tenu par un poing, imprimé en noir à partir d'une gravure sur bois avec une surimpression rouge sang. Le journal publiait des caricatures et des gravures de Guerrero, David Alfaro Siqueiros et d'Orozco, des  articles politiques et culturels avec des ballades populaires liées à l'actualité quotidienne. L'intérêt du format de ce journal résidait dans la volonté de ses créateurs d'être lus par un maximum de personnes et notamment les moins aisés qui ne pouvaient pas se permettre d'acheter un journal. Ce journal pouvait ainsi être affiché vu sa dimension dans les rues et les endroits les plus animés.
Les nouveaux artistes mexicains préféreront toujours employer des supports ayant un maximum de lisibilité et permettant une large diffusion. (fresque, gravure sur métal ou sur bois, lithographie, illustration des livres d'édition courante au contraire des livres d'art à tirage limité).
Cette tradition initiée par Leopoldo Mendez et son Atelier de gravure populaire ainsi que l'influence de Posada et d'El Machete continue à se déployer aujourd'hui dans des éditions peu coûteuses, des tracts syndicaux ou dans la presse satirique.

## Influence et bilan du muralisme
Les muralistes Diego Rivera, José Clemente Orozco et David Alfaro Siqueiros ont profondément rénové l'art mexicain et ont influencé les artistes américains en peignant des fresques aux États-Unis. Les muralistes mexicains ont ainsi notamment influencé l'artiste américain Thomas Hart Benton.
Rivera est le plus classique des trois et le plus proche de l'expression populaire. Un érotisme est associé au machinisme dans ses œuvres. Rivera peint souvent le travail du peuple et des paysages. Il met en scène la vie active des personnes. Sa peinture est paisible et logique. Ses couleurs sont claires et différentes.
David Alfaro Siqueiros est plus élégant. Le machinisme est chez ce peintre une force brutale ou utile, marquée par le souvenir du futurisme. C'est un multi-activiste dans des domaines très variés : peinture, professorat, action armée, politique. La peinture murale est son domaine de prédilection. « C'est moins à la couleur et « au rythme qu'il fait appel qu'au dessin et certains de ses raccourcis sont d'une audace qui dépasse celle du spécialiste de la Renaissance italienne que fut Andrea Mantegna. Mais ce pouvoir, cette virtuosité n'ont pas éteint chez ce peintre l'inspiration populaire. » Ce qui est particulièrement remarquable est la monumentalité qui se dégage de ses œuvres quel que soit le format de celles-ci. Comme le signale l'américain Hart Crane, c'est « fondamentalement un peintre muraliste et même ses plus petites peintures  ont une échelle extraordinaire. »
Orozco est plus un trublion. Le machinisme est toujours menaçant et présage de mort. Orozco a un seul amour : le peuple qui est pour lui souvent trop naïf et trompé. Non politique, il ne critique pas en tant que tel les idéologies ou les religions mais leur instrumentation pour en faire des armes d'oppression. Orozco est en lien avec les aspects plus abstraits de l'homme et met en scène la vie tragique des personnes. Orozco est sur un registre émotionnel et passionné. Les couleurs sont réduites et sombres sans pour autant tomber dans la monotonie.
Le point commun qui fédère ce trio d'artiste est d'envisager le muralisme comme une force révolutionnaire au service de l'homme, permettant la création d’œuvres émouvantes et puissantes qui relèvent l'homme. Cette union de ces trois fortes personnalités pour créer le mouvement des muralistes n'a pas empêché des antagonismes et des conflits entre eux. D'autres créateurs talentueux mais moins exubérants ont difficilement pu se faire connaître à l'ombre de ces trois fortes têtes comme Jean Charlot, Mérida, Alva de la Canal.
À partir de 1933, le gouvernement américain met en place un programme de commandes officielles avec d'importantes fresques murales pour soutenir les artistes victimes de la crise. Avec ce Federal Art Project, Arshile Gorky peint les murs de l'aéroport de Newark et George Biddle peint ceux de l'université du Maryland.
La rencontre entre Orozco et le peintre Jackson Pollock rendue possible par le professeur de Thomas Hart Benton est datée peut-être de 1930. La présence de Pollock à l'atelier expérimental de David Alfaro Siqueiros est certifiée lors de son ouverture en 1935. Pollock a démontré plus d'intérêt pour la peinture de David Alfaro Siqueiros et Orozco que celle de Rivera. Ce dernier a pourtant émis des déclarations qui ont pu influencer la pratique artistique de Pollock. Le format immense des œuvres de Pollock comme Peinture murale, Rythme d'automne, Numéro 32 et Un a pu être inspiré par les propos suivants de Rivera : l'art doit exprimer « le nouvel ordre des choses, et que la place logique pour un tel art appartenant au plus grand nombre était sur les murs des bâtiments publics. »
L'influence mexicaine s'est traduite par l'utilisation du balai dans la peinture. David Alfaro Siqueiros est un des premiers peintres mexicains à utiliser l'accident pictural dans la peinture, un procédé très proche de l'automatisme qui est de projeter contre un mur un jet de peinture et de peindre à partir de cette tache. Jackson Pollock a prolongé ces accidents picturaux et a fondé l'école de l'action painting.
Pour dresser un bilan de l'activité des artistes mexicains, il ne serait pas juste de ne retenir que les œuvres murales car la peinture de chevalet est toujours restée présente. L'explication est déjà financière : les muralistes n'étaient pas suffisamment rémunérés pour se limiter à cette activité (le gouvernement, principal ordonnateur des commandes était limité sur le plan financier). Des séjours en prison amènent aussi les artistes à exercer la peinture de chevalet comme David Alfaro Siqueiros. Le deuxième séjour américain d'Orozco se traduit par une multitude de peintures de chevalet.
Les muralistes ont aussi privilégié les œuvres multiples et reproductibles comme les gravures, les lithographies et multiplieront les illustrations pour les revues, livres et journaux comme El Machete. Ils dessineront aussi les décors de théâtre ou de ballet. Rivera a fait les décors et les costumes de H.P du musicien Carlos Chávez (1932) et Rufino Tamayo a créé ceux du Ballade du cerf et de la lune de Carlos Jimenez Mabarak.
Le mur, pour l'artiste mexicain est l'objet de toutes les attentions artistiques car le mur est à tout le monde sans intermédiaire. Ils travailleront donc aussi le vitrail et la mosaïque de silicate et la pierre et le ciment gravés.
Les critiques ont créé de nombreux liens entre le muralisme mexicain et certains courants artistiques européens comme les expressionnistes allemands Ernst Ludwig Kirchner, Emil Nolde, Otto Dix, George Grosz ou comme les expressionnistes flamands Constant Permeke, Frits van den Berghe, Gustave de Smet. Pourtant, ces comparaisons n'ont pas lieu d'être tant les contextes culturels et historiques sont différents, les moyens et les buts dans une autre dimension. Le rapprochement avec le Réalisme socialiste soviétique est aussi usurpé car les muralistes s'intéressaient plus à peindre l'homme dans son existence, sa peine ou sa tragédie plutôt qu'à un attachement à exalter la vie ouvrière ou paysanne durant la période stalinienne. Rivera qui avait reçu des commandes soviétiques n'en réalisera aucune. David Alfaro Siqueiros en 1955 dans un courrier adressé aux artistes soviétiques s'opposera à la version définitive du réalisme car selon lui « le réalisme ne peut être qu'un moyen de création toujours en marche. »
Plusieurs dangers guettaient la continuité du mouvement dans la présentation d’œuvres de qualité.
Le  premier piège auquel pouvaient tomber les artistes muralistes était le retour au « bel art » qu'ils avaient fustigé et mettre en place des codes qui leur avaient garanti le succès sans mettre en danger le goût et les modes de pensée. Le risque du folklorisme menaçait les muralistes de deuxième grandeur. D'où l'avertissement de David Alfaro Siqueiros à partir de 1932 : « On a trop abusé de l'exaltation populaire et de là vient que les jeunes peintres et les sculpteurs contemporains pensent plus à José Guadalupe Posada, aux ex-voto, aux peintures de débit de boissons, etc., qu'aux œuvres incomparables que nous léguèrent les maîtres indiens. » Une quinzaine d'années plus tard, il associera ce style à une technique dépassée. Il exerce une « critique systématique de la conception mexicaniste (rien n'est pire en art que le nationalisme outrancier), de l'archéologisme, du révolutionnarisme populiste, de la stagnation technique et matérielle (l'archaïsme technique et matériel conduit inévitablement au primitivisme du style).
L'art de Diego Rivera et de ses acolytes était devenu des œuvres sirupeuses propres à satisfaire les touristes avides de pittoresque entraînant une baisse de qualité importante pour David Alfaro Siqueiros.
Octavio Paz a posé un regard sévère sur les œuvres des trois artistes. Il critique le manichéisme et leur simplification en les comparant à des œuvres médiévales autrement complexes comme La Divine Comédie. « La peinture de nos muralistes est très loin de cette complexité et de cette subtilité : il s'agit d'une vision dualiste et statique de l'histoire. Dans le cas de Rivera et de David Alfaro Siqueiros, ce manichéisme allégorique tire son origine d'une version primaire du marxisme, dans laquelle chaque image visuelle représente tantôt les forces du progrès, tantôt celles de la réaction. Les bons et les mauvais. »
La simplicité des messages, la redondance de slogans visuels au départ performants  à la sortie de la révolution ont largement perdu de leur pertinence des décennies plus tard dans un nouveau contexte. Pour Octavio Paz, le gouvernement est autant responsable à proposer des œuvres murales  non subversives car maintes fois répétées. « Le gouvernement accepta que les peintres traduisent sur les murs officiels une version pseudo-marxiste de l'histoire du Mexique, parce que cette représentation contribuait à lui donner une physionomie progressiste et révolutionnaire. »
Ce jugement trop critique ne doit pas faire oublier la puissance des œuvres murales de Rivera à Chapingo, à Détroit ou à l'hôtel du Prado, Orozco à l'École Nationale Préparatoire ou à Guadalajara, David Alfaro Siqueiros dans le Portrait de la bourgeoisie ou les Cuauthémoc. Plus tard, Rufino Tamayo a réussi à démontrer que le muralisme était loin d'être à bout de souffle.